# Kreisgericht Burg (Preußen)
Das Kreisgericht Burg war von 1849 bis 1879 ein preußisches Kreisgericht mit Sitz in Burg (bei Magdeburg). 

## Geschichte
Die „Verordnung über die Aufhebung der Privatgerichtsbarkeit und des eximierten Gerichtsstandes sowie über die anderweitige Organisation der Gerichte“ vom 2. Januar 1849 hob die Patrimonialgerichtsbarkeit auf. Gleichzeitig wurde das Appellationsgericht Magdeburg geschaffen, dem Kreisgerichte, darunter das Kreisgericht Burg zugeordnet waren. Sein Sprengel umfasste den größten Teil des Landkreises Jerichow I und Teile des Landkreises Jerichow II mit den Städten Burg, Gommern, Lohburg und Möckern. Der Sprengel umfasste 48.906 Gerichtseingesessene. Schwurgerichtsangelegenheiten wurden beim Stadt- und Kreisgericht Magdeburg behandelt. Gerichtskommissionen wurden in Gommern und Loburg eingerichtet.
Mit den Reichsjustizgesetzen wurden die Gerichte im Deutschen Reich vereinheitlicht. Das Kreisgericht Burg wurde 1879 aufgehoben. Neu eingerichtet wurde nun das Amtsgericht Burg im Bezirk des Landgerichtes Magdeburg.

## Gerichtskommission Gommern
Der Sprengel der Gerichtskommission Gommern umfasste die Orte Gommern, Leitzkau, Carith, Dannigkow, Elbenau, Flötz, Gehrden, Grünewalde, Güterglück, Kämeritz und Forsthaus Tochheim, Königsborn mit Clus, Ladeburg, Gut Leitzkau-Althaus mit Lochow und Klappermühle, Gut Leitzkau-Neuhaus mit Creetzow, Groß-Lübs mit Amt, Menz, Moritz, Plötzky, Pöthen, Pretzien, Prödel, Randau mit Gut und Greifenwerder, Ranies, Schora, Töppel, Vehlitz mit Schwarzenberg, Wahlitz mit Gut, Wallwitz, Walternienburg mit Amt Trebnitz und Poleymühle.
Die Gerichtskommission Gommern wurde 1879 aufgehoben und das Amtsgericht Gommern gebildet.

## Gerichtskommission Loburg
Der Sprengel der Gerichtskommission Loburg umfasste die Orte Loburg, Möckern, Bomsdorf, Briesenthal mit Niemecke, Brietzke, Calitz, Dalchau, Dörnitz mit Gut, Drewitz, Gloine, Göbel, Hobeck mit Gut, Hohenlobbese mit Gut und Wutzow, Hohenziatz mit Gut, Isterbies, Dorf mit Gut, Klepps, Gut Loburg (von Barby’sches Gut), Gut Loburg mit der Burg und Padegrim, Gut Loburg mit Wendgräben, Groß-Lübars mit Klitsche und Gut, Klein-Lübars mit Glienecke und Wüsenrogäsen, Lühe, Lüttgenziatz, Magdeburgerforth und Neuemühle, Gut Möcker, Amt mit Vorwerken und Klappermühle, Riesdorf, Rosian, Schweinitz mit Gut und Quastkrug, Thümermark, Zeddenick, Zeppernick und Ziepel.
Die Gerichtskommission Loburg wurde 1879 aufgehoben und das Amtsgericht Loburg gebildet.